# بليك كومو
بليك كومو هو لاعب هوكي جليد كندي، ولد في 18 فبراير 1986 في ميدو لايك ‏ في كندا.

## وصلات خارجية
- بليك كومو على موقع دوري الهوكي الوطني (الإنجليزية)
- بليك كومو على موقع قاعة مشاهير الهوكي (لاعب أن.إتش.أل) (الإنجليزية)
- بليك كومو على موقع EliteProspects.com (الإنجليزية)
- بليك كومو على موقع HockeyDB.com (الإنجليزية)
- بليك كومو على موقع Hockey-Reference.com (الإنجليزية)